# Sepioteuthis
Sepioteuthis is een geslacht van pijlinktvissen uit de familie van Loliginidae.

## Soorten
- Sepioteuthis australis Quoy & Gaimard, 1832
- Sepioteuthis lessoniana d'Orbigny, 1826
- Sepioteuthis sepioidea (Blainville, 1823)

### Taxon inquirendum
- Sepioteuthis loliginiformis (Rüppell & Leuckart, 1828)

### Nomen dubium
- Sepioteuthis madagascariensis Gray, 1849

### Synoniemen
- Sepioteuthis arctipinnis Gould, 1852 => Sepioteuthis lessoniana d'Orbigny, 1826
- Sepioteuthis biangulata Rang, 1837 => Sepioteuthis sepioidea (Blainville, 1823)
- Sepioteuthis bilineata (Quoy & Gaimard, 1832) => Sepioteuthis australis Quoy & Gaimard, 1832
- Sepioteuthis brevis Owen, 1881 => Sepioteuthis lessoniana d'Orbigny, 1826
- Sepioteuthis doreiensis Quoy [in Férussac & d'Orbigny], 1835 => Sepioteuthis lessoniana d'Orbigny, 1826
- Sepioteuthis ehrhardti Pfeffer, 1884 => Sepioteuthis sepioidea (Blainville, 1823)
- Sepioteuthis guinensis Quoy & Gaimard, 1832 => Sepioteuthis lessoniana d'Orbigny, 1826
- Sepioteuthis hemprichii Ehrenberg, 1831 => Sepioteuthis lessoniana d'Orbigny, 1826
- Sepioteuthis indica Goodrich, 1896 => Sepioteuthis lessoniana d'Orbigny, 1826
- Sepioteuthis krempfi Robson, 1928 => Sepioteuthis lessoniana d'Orbigny, 1826
- Sepioteuthis lunulata Quoy & Gaimard, 1832 => Sepioteuthis lessoniana d'Orbigny, 1826
- Sepioteuthis major Gray, 1828 => Thysanoteuthis rhombus Troschel, 1857
- Sepioteuthis malayana Wülker, 1913 => Sepioteuthis lessoniana d'Orbigny, 1826
- Sepioteuthis mauritiana Quoy & Gaimard, 1832 => Sepioteuthis lessoniana d'Orbigny, 1826
- Sepioteuthis neoguinaica Pfeffer, 1884 => Sepioteuthis lessoniana d'Orbigny, 1826
- Sepioteuthis occidentalis Robson, 1926 => Sepioteuthis sepioidea (Blainville, 1823)
- Sepioteuthis ovata Gabb, 1868 => Sepioteuthis sepioidea (Blainville, 1823)
- Sepioteuthis sepiacea Blainville, 1823 => Sepioteuthis sepioidea (Blainville, 1823)
- Sepioteuthis sicula Vérany, 1851 => Chtenopteryx sicula (Vérany, 1851)
- Sepioteuthis sieboldi Joubin, 1898 => Sepioteuthis lessoniana d'Orbigny, 1826
- Sepioteuthis sinensis d'Orbigny [in Férussac & d'Orbigny], 1848 => Sepioteuthis lessoniana d'Orbigny, 1826
- Sepioteuthis sloanii Gray, 1849 => Sepioteuthis sepioidea (Blainville, 1823)